# Эффект Маккалоу

Тестовое изображение

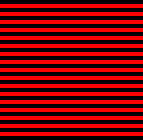
Индукционное изображение с красными полосами

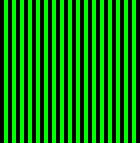
Индукционное изображение с зелёными полосами

Эффе́кт Макка́лоу — оптическая иллюзия, впервые открытая и исследуемая американским психологом Селестой Маккалоу в 1965 году. Эта иллюзия относится к иллюзиям последействия и заключается в том, что чёрно-белые горизонтальные и вертикальные полоски на тестовой картинке начинают казаться цветными.
Так, если в течение нескольких минут смотреть в центр дисплея, на котором на короткое время предъявляются либо зелёно-чёрные вертикальные, либо красно-чёрные горизонтальные линии, а затем перевести взгляд на тестовую картинку, состоящую из чёрно-белых горизонтальных и вертикальных линий, то белые вертикальные линии будут казаться красноватыми, а белые горизонтальные — зеленоватыми.
Этот эффект отличается от других эффектов последействия своей продолжительностью: он может не терять свою силу вплоть до трёх месяцев.

## Свойства эффекта
- Выраженность эффекта Маккалоу увеличивается пропорционально времени адаптации к индукционным стимулам (зелёной и красной решётке)[3].
- Индукционные стимулы могут быть как красными-зёлеными, так и жёлтыми-синими. Однако эффект, наблюдаемый при предъявлении жёлто-синих индукционных стимулов намного слабее[4].
- Главной отличительной особенностью эффекта является его длительность, которая может достигать 3 месяцев[2] (в отличие от других эффектов последействия, длительность которых невелика и составляет от нескольких секунд до минуты).
- Иллюзия зависит от положения головы относительно картинки: при повороте головы на 45 градусов — эффект исчезает, а при повороте на 90 градусов —цвета меняются: вертикальные линии кажутся зелёными, а горизонтальные линии — красными.
- Ещё одной особенностью данной иллюзии считается отсутствие переноса иллюзорного цвета с одного глаза на другой (при стимуляции лишь одного глаза эффект не наблюдается на другом)[1].

## Объяснение
Феномен объясняется процессами адаптации нейронов-детекторов края или детекторов первичной зрительной коры (в пределах слоя 4B зоны V1), реагирующих на наличие единовременно нескольких зрительных признаков — цвета и ориентации полосок.
Исходя из этих данных, эффект Маккалоу можно объяснить тем, что информация о цвете хранится в памяти значительно дольше, если адаптация происходит в условиях предъявления одновременно двух признаков (цвета и пространственной формы).

## Значимость
В отличие от хорошо изученных эффектов последействия, которые представляли собой послеобразы отдельных признаков: цве́та или пространственной формы, эффект Маккалоу является первой иллюзией, включающей в себя комбинацию двух этих простых признаков, что позволило подробнее изучить то, как зрительная система получает и обрабатывает информацию.